# Il re (romanzo)
Il re (titolo orig. King Rat) è un romanzo storico scritto da James Clavell del 1962, il suo debutto letterario. È stato il primo libro della Saga asiatica ad essere pubblicato ed è il quarto della serie in ordine cronologico.

## Trama
Ambientato durante la Seconda Guerra Mondiale, il romanzo descrive la lotta per la sopravvivenza di un gruppo di prigionieri di guerra occidentali - Americani, Australiani, Olandesi e Neozelandesi - in un campo giapponese a Singapore. Il racconto è basato sull'esperienza autobiografica dei tre anni di prigionia nel campo di Changi vissuta da Clavell stesso: uno dei protagonisti, Peter Marlowe, è ispirato al giovane Clavell. Mentre è possibile che il personaggio de "il re" sia basato su un prigioniero vissuto realmente, chiamato Theodore "Ted" Lewin, le cui gesta sono molto simili a quelle del re.

## Adattamenti
Dal libro fu tratto nel 1965 il film Qualcuno da odiare (King Rat), diretto da Bryan Forbes ed interpretato da George Segal e James Fox.

## Edizioni italiane
- James Clavell, Il re, traduzione di Roberta Rambelli, Collana Omnibus, Milano, Arnoldo Mondadori Editore, 1983,  p. 364, ISBN 88-04-35340-6. - Collana Oscar Bestsellers n.219, Milano, Mondadori, 1991, ISBN 88-04-35340-6.
- James Clavell, Il re, traduzione di Roberta Pollini Rambelli, Collana Tascabili narrativa, Milano-Firenze, Bompiani, 2021, ISBN 978-88-301-0655-0.